# 海部郡 (豊後国)
- 令制国一覧 > 西海道 > 豊後国 > 海部郡
- 日本 > 九州地方 > 大分県 > 海部郡

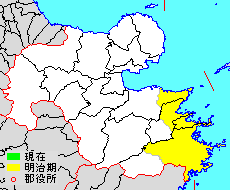
大分県海部郡の位置

海部郡（あまべぐん）は、大分県（豊後国）にあった郡。

## 郡域
おおむね現在の下記の区域にあたる。
- 大分市の一部（青崎、志村、須賀、丹生、丹川、宮河内、広内以東）
- 臼杵市の一部（野津町各町を除く）
- 津久見市の全域
- 佐伯市の大部分（宇目各町を除く）

## 歴史

### 古代
天平12年（740年）頃までに成立したとされる『豊後国風土記』において、豊後国の8つの郡のひとつとして海部郡が挙げられている。風土記の海部郡の条には「この郡の百姓は、みな海辺の白水郎（あま）なり。よりて海部の郡という。」と記されており、海部郡の名は、海人が多く住んでいたことに因んで付けられたとされる。
『先代旧事本紀』によれば、当地には景行天皇の子・兄彦命の末裔である海部直氏がいたとされる。また、豊後国の大宝2年（702年）戸籍には海部公族乎婆売の名前が見え、『続日本紀』延暦4年正月条には、海部郡大領外正六位上の海部公常山が外従五位下の位階を授かったと記されている。
また、承平年間（931年 - 938年）に成立した『和名類聚抄』には、海部郡に、佐加（さか）、穂門（ほと）、佐井（さい）、丹生（にう）、日田、在田、夜開、曰理、叉連、石井の10郷があったと記されているが、実際には、佐加、穂門、佐井、丹生の4郷が海部郡に属し、他は日田郡に属していたと考えられている。このうち、佐加、佐井は現在の大分市の東部にあたり、丹生郷は大分市東部から臼杵市にかけての地域、穂門郷は臼杵市、津久見市から佐伯市に及ぶ広大な地域であったとされる。

#### 式内社
『延喜式』神名帳に記される郡内の式内社。
| 神名帳           | 神名帳       | 神名帳 | 神名帳 | 比定社       | 比定社             | 比定社 | 集成 |
| 社名             | 読み         | 格     | 付記   | 社名         | 所在地             | 備考   | 集成 |
| ---------------- | ------------ | ------ | ------ | ------------ | ------------------ | ------ | ---- |
| 海部郡 1座（小） |              |        |        |              |                    |        |      |
| 早吸日女神社     | ハヤスヒメノ | 小     |        | 早吸日女神社 | 大分県大分市佐賀関 |        |      |
| 凡例を表示       |              |        |        |              |                    |        |      |

### 江戸時代
臼杵藩・佐伯藩が藩庁を置き、熊本藩が領地を有していた。また旧佐伯藩領の一部が天領（幕府領）となっていた。

### 近代以降の沿革
所属町村の変遷は南海部郡#郡発足までの沿革、北海部郡#郡発足までの沿革をそれぞれ参照
- 「旧高旧領取調帳」に記載されている明治初年時点での支配は以下の通りだが、海部郡については過渡期の再編・細分化が記載に反映されているため、幕末から明治初年当時の実際の村割と取調帳の記載との間にかなりの差が見られるうえ、明治8年（1875年）の村落統合を経て、明治11年（1878年）の海部郡分割時に存在した村名とも一部でずれが生じている。幕府領は佐伯藩が預地として管轄。（1町260村54浦2島）
  - 後の南海部郡域（102村50浦1島） - 幕府領、豊後佐伯藩
  - 後の北海部郡域（1町158村4浦1島） - 幕府領、豊後臼杵藩、豊後佐伯藩、肥後熊本藩
- 明治3年12月24日（1871年2月13日） - 佐伯藩預地が日田県の管轄となる[1]。
- 明治4年
  - 7月14日（1871年8月29日） - 廃藩置県により、藩領が臼杵県、佐伯県、熊本県の管轄となる。
  - 11月14日（1871年12月25日） - 第1次府県統合により、全域が大分県の管轄となる。
- 明治11年（1878年）11月1日 - 郡区町村編制法の大分県での施行により、臼杵町ほか1町77村4浦1島の区域に北海部郡が、佐伯村ほか46村36浦1島の区域に南海部郡が、それぞれ行政区画として発足。同日海部郡廃止。